# آیرس ال‌ام ۲۰۰
آیرس ال‌ام ۲۰۰ (به انگلیسی: Ayres_LM200_Loadmaster) یک هواگرد ملخ‌پیشین تک‌موتوره از نوع توربوپراپ ساخت شرکت Ayres Corp. است. برنامه ساخت این هواگرد در نهایت لغو گردید.